# Solenolaimus obtusus
Solenolaimus obtusus is een rondwormensoort uit de familie van de Siphonolaimidae. De wetenschappelijke naam van de soort is voor het eerst geldig gepubliceerd in 1894 door Cobb.